# Fosfatidilinositol
O fosfatidilinositol (abreviado PI ou PtdIns) é um fosfolípido que contém o poliol cíclico inositol e é um componente menor das membranas celulares eucarióticas e bastante raro nas bactérias.
O inositol no fosfatidilinositol pode ser fosforilado para formar fosfoinositídeo monofosfato (PIP), bifosfato (PIP2) e trifosfato (PIP3).

## Biossíntese
A síntese de fosfatidilinositol é catalisada pela fosfatidilinositol sintase e envolve CDP-diacilglicerol e L-mio-inositol, e é uma via bastante distinta da utilizada para sintetizar fosfatidilcolina ou fosfatidiletanolamina. A enzima fosfatidilinositol sintase está localizada principalmente no retículo endoplasmático e, em leveduras pode também aparecer no lado citosólico da membrana plasmática.

Biossíntese de fosfatidilinositol catalisada pela fosfatidilinositol sintase. Figura adaptada de Christopher, K.; van Holde, K.E.; Ahern, Kevin G. Bioquímica Terceira Edição. Pearson Education, Inc.: Singapura, 2005; p 678.

## Química
O fosfatidilinositol é um fosfoglicerídeo, pois é formado por um glicerol (ou glicerol) ligado a dois ácidos gordos, que formam um diacilglicerídeo, que está ligado pelo OH livre da glicerina a um fosfato e este está ligado ao inositol. O fosfatidilinositol é um lípido anfipático porque possui uma parte polar (o inositol e o fosfato) e uma parte polar (o diacilglicérido).
Os ácidos gordos mais comuns nos fosfoinositídeos são o ácido esteárico na posição SN1 e o ácido araquidónico na posição SN2. De facto, o fosfatidilinositol dos alimentos é a principal fonte de ácido araquidónico necessário para sintetizar eicosanoides como as prostaglandinass. A Hidrólise dos fosfoinositídeos produz um mol de glicerol, dois moles de ácidos gordos, um mol de inositol e um, dois ou três moles de ácido fosfórico, dependendo do número de fosfatos ligados ao anel de inositol. Os fosfoinositídeos são considerados os fosfolípidos mais ácidos.

## Fosfoinositídeos
As formas fosforiladas de fosfatidilinositol são designadas por fosfoinositídeos e desempenham um papel importante como lípidos sinalizadores, na transdução de sinal, no trânsito de substâncias através da membrana e na regulação do ADN. O fosfatidilinositol geralmente já possui um fosfato, mas os fosfoinositídeos possuem fosfatos adicionais ligados ao inositol. O anel inositol pode ser fosforilado por uma série de enzimas quinase nos seus grupos hidroxilo 3, 4 e 5 em seis combinações possíveis. No entanto, é característico que as hidroxilas 2 e 6 não sejam fosforiladas devido ao impedimento estérico.
Os seguintes sete tipos de fosfoinositídeos foram encontrados em animais:
Monofosfatos de fosfatidilinositol:
- Fosfatidilinositol 3-fosfato, também designado por PtdIns3P ou PI(3)P
- Fosfatidilinositol 4-fosfato, também conhecido por PtdIns4P ou PI(4)P
- Fosfatidilinositol 5-fosfato, também designado por PtdIns5P ou PI(5)P

Bisfosfato de fosfatidilinositol:
- Fosfatidilinositol 3,4-bisfosfato, também designado por PtdIns(3,4)P2 ou PI(3,4)P2
- Fosfatidilinositol 3,5-bisfosfato, também designado por PtdIns(3,5)P2 ou PI(3,5)P2
- Fosfatidilinositol 4,5-bisfosfato, também conhecido por PtdIns(4,5)P2, PI(4,5)P2 ou simplesmente PIP2

Fosfatidilinositol trifosfato:
- Fosfatidilinositol 3,4,5-trifosfato, abreviado por PtdIns(3,4,5)P3 ou PI(3,4,5)P3 ou PIP3.

Estes fosfoinositídeos também se encontram nas plantas, com exceção do PIP3.